# 10. Panzer-Division (Wehrmacht)
La 10. Panzer-Division (o 10. Panzerdivision) fu una divisione corazzata della Wehrmacht operativa durante la seconda guerra mondiale. Combatté con valore sul fronte occidentale nel 1940, sul fronte orientale nel 1941-1942 e in Nordafrica nel 1942-1943. Venne completamente distrutta, dopo una coraggiosa resistenza, insieme a tutte le forze dell'Asse in Tunisia nel maggio 1943.
Tra i suoi ufficiali più famosi: Helmut Hudel, Rudolf Gerhardt, Franz Landgraf, Wolfgang Fischer, Bruno Ritter von Hauenschild.
Il tenente colonnello von Stauffenberg, fra gli autori dell'attentato a Hitler del 20 luglio 1944 a Rastenburg, fu in organico nell'unità in Francia e in Tunisia (dove rimase gravemente ferito). A lui è dedicata a Sigmaringen la caserma della ricostituita 10. Panzer-Division della Bundeswehr. Altri soldati famosi che militarono nella divisione furono Albrecht von Hagen e Ferdinand Schaal, implicato nell'attentato a Hitler, Karl Mauss, detentore della Croce di Cavaliere della Croce di Ferro con Fronde di Quercia, Spade e Diamanti, ed Erich Peter, futuro Vice-Ministro della difesa nella RDT.

## Storia

### L'invasione della Polonia e della Francia
L'unità nacque nell'aprile 1939 a Praga. (con personale reclutato principalmente nel Baden-Württemberg), e prestò servizio nell'Heeresgruppe Nord, come parte della riserva, durante la campagna di Polonia nel 1939. Con l'organico ridotto (il parco carri era composto da 57 Panzer I, 74 Panzer II, tre Panzer III, sette Panzer IV e 9 carri comando disarmati) la 10. Panzer-Division combatté inizialmente lungo il Biebrza ed attorno a Wizna per sfondare la prima linea polacca, quindi si scontrò con successo nella zona di Bielsk e a Brėst, città che fu poi ceduta all'Unione Sovietica poiché a Est del fiume Bug.
Partecipò successivamente alla campagna di Francia (maggio 1940) in seno al XIX Corpo motorizzato del generalleutnant Heinz Guderian, attaccando con i suoi 44 Panzer I, 113 Panzer II, 58 Panzer III, 32 Panzer IV e 18 carri comando, dal confine con il Lussemburgo e proseguendo per Sedan, dove attraversò brillantemente la Mosa, e Stonne, dove respinse i confusi contrattacchi della 3. Division Cuirasse de Reserve francese. Occupò inoltre Calais, dove sbaragliò i carri armati britannici del 3° Royal Tank Regiment, e partecipò alla battaglia di Dunkerque. La divisione dilagò successivamente in territorio francese passando al XIV Corpo motorizzato avanzando verso Lione quindi su Bordeaux, acquartierandosi a Parigi dopo la fine delle ostilità.

### Operazioni Barbarossa e Anton
Abbandonata dai vertici militari tedeschi l'operazione Leone marino a cui era destinata, la 10. Panzer-Division venne trasferita nel febbraio 1941 in Germania per prepararsi ad andare al fronte orientale per prendere parte all'operazione Barbarossa con l'Heeresgruppe Mitte. I suoi uomini combatterono a Dęblin, Baranavičy e oltre il fiume Dnepr prima di passare ad un momento di riposo, finito il quale ripresero le ostilità spingendosi fino a 35 km da Mosca.

Fallita la battaglia di Mosca che la fece rimanere con soli 33 carri operativi, la divisione si ritirò prima a Gshatsk e poi a Juchnov, dove rimase fino all'aprile 1942, quando venne dislocata nuovamente in Francia, ad Amiens, perché venisse ricostituita e per fungere da riserva strategica contro una potenziale invasione Alleata.
La 10ª Panzer rimase in seconda linea durante il raid su Dieppe e nel novembre 1942 occupò, insieme ad altre divisioni impegnate nell'operazione Anton, la Francia di Vichy spingendosi fino a Marsiglia e a Tolone, dopodiché venne inviata a Napoli.

### Le ultime battaglie in Nordafrica

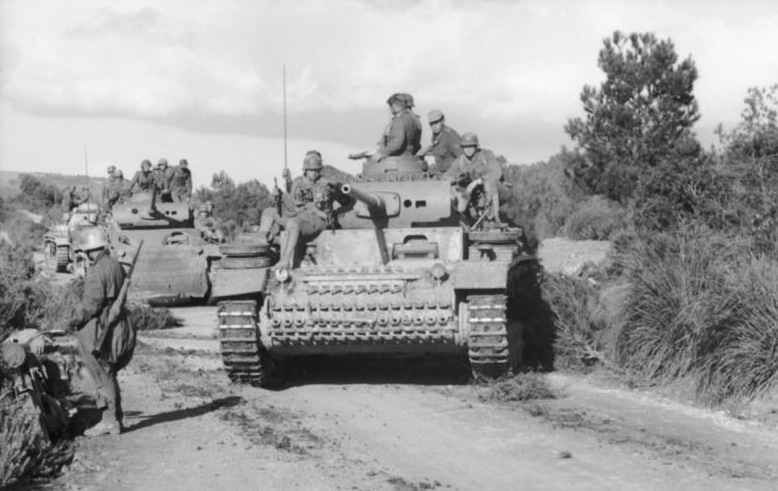
Due Panzer III della 10. Panzer-Division in Tunisia

Trasportata a gran velocità in Tunisia in seguito all'operazione Torch tra la fine di novembre e l'inizio del dicembre 1942 (sbarcarono in territorio tunisino 21 Panzer II, 105 Panzer III, 20 Panzer IV e nove carri comando, mentre una trentina di mezzi venne affondata insieme alle navi che li trasportavano durante la traversata del Canale di Sicilia), la 10ª Panzer si preparò subito all'azione, rinforzata anche da 20 Panzer VI e 16 Panzer III dello Schwere Panzerabteilung 501 (501º battaglione corazzato pesante) che formerà il terzo battaglione del 7º reggimento corazzato appartenente alla divisione.

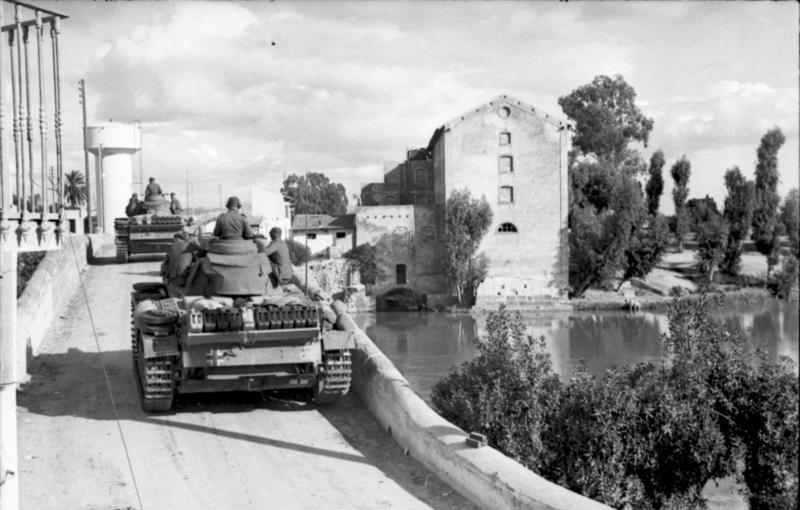
Panzer IV della 10ª Panzer in Tunisia

Entrata in combattimento immediatamente, la divisione, organizzata nei due Kampfgruppen Hudel e Lueder, ebbe un ruolo decisivo nella battaglia di Tebourba (1º-5 dicembre 1942), infliggendo una grave sconfitta alle avanguardie anglo-americane che marciavano su Tunisi e stabilizzando il precario fronte tunisino. Oltre 100 mezzi corazzati alleati vennero distrutti negli aspri scontri.
Il 14 febbraio 1943 iniziò la battaglia di Sidi Bou Zid con risultati brillanti per la 10. Panzer-Division: in due giorni i Kampfgruppen Gerhardt e Reimann distrussero 97 carri armati nemici con perdite minime, dimostrazione della grande abilità tattica e operativa degli equipaggi dei panzer. I combattimenti proseguirono insieme alla 21. Panzer-Division, ma, dopo la nuova vittoria a Kasserine, la penuria di carburante e la preponderanza numerica e materiale del nemico costrinse infine le truppe della Wehrmacht alla ritirata.
Durante il resto della permanenza in Tunisia la divisione avrebbe continuato a battersi coraggiosamente fino alla fine di fronte alle soverchianti forze alleate. La 10. Panzer-Division (ridotta a poche centinaia di uomini e con pochi carri armati disponibili). avrebbe capitolato, insieme a tutte le truppe italo-tedesche, il 13 maggio 1943, per sciogliersi ufficialmente il mese dopo.
A differenza di molte altre divisioni la 10. Panzer-Division non venne mai ricostituita, e quindi da quel momento la divisione scomparve definitivamente dall'ordine di battaglia tedesco.
| Luogo                            | Periodo             |
| Germania                         | set 1939 - mag 1940 |
| Francia                          | mag 1940 - feb 1941 |
| Germania                         | feb 1941 - giu 1941 |
| Fronte orientale, settore centro | giu 1941 - mag 1942 |
| Francia                          | mag 1942 - dic 1942 |
| Tunisia                          | dic 1942 - mag 1943 |

## Ordine di Battaglia
settembre 1939: campagna di Polonia
- Stabs (Quartier generale)
  - 8. Panzer Regiment (8º reggimento corazzato)
  - 86. Infanterie Regiment (86º reggimento di fanteria)

Maggio 1940: campagna di Francia
- Stabs
- 4. Panzer Brigade (4ª brigata corazzata)
  - 7. Panzer Regiment
  - 8. Panzer Regiment
- 10. Schützen Brigade (10ª brigata di fanteria motorizzata)
  - 69. Schützen Regiment
  - 86. Schützen Regiment
- 90. Artillerie-Regiment (90º reggimento di artiglieria)
- 90. Aufklärungs-Abteilung (90º battaglione da ricognizione)
- 49. Pionier-Abteilung (49º battaglione del genio militare)
- 90. Panzernachrichten-Abteilung (90º battaglione trasmissioni corazzato)
- 90. Divisions-Nachschubführer (90° treno rifornimenti)
- Unità di servizi e supporto
- 105. Schwere Artillerie Abteilung (mot) – (artiglieria pesante motorizzata - aggregato)[senza fonte]
- Panzerjäger Lehr Abteilung (battaglione cacciacarri di addestramento)[senza fonte]
- 71. Luftwaffe Flak Abteilung – (battaglione contraereo della Luftwaffe - aggregato)[senza fonte]

1943: Tunisia.
- 7. Panzer-Regiment
- 10. Panzergrenadier-Brigade (10ª brigata panzergrenadier)
  - 69. Panzergrenadier-Regiment
  - 86. Panzergrenadier-Regiment
- 90. Artillerie-Regiment
- 10. Aufklärungs-Abteilung
- 302. Heeres Flak-Abteilung (302º distaccamento FlaK dell'esercito)
- Luftwaffen-Flak-Artillerie-Gruppe (gruppo antiaereo della Luftwaffe)
- 90. Panzerjäger-Abteilung (90º battaglione cacciacarri)
- 49. Pionier-Abteilung
- 90. Panzernachrichten-Abteilung
- Unità di servizi e supporto

## Decorazioni
I soldati della divisione che ricevettero la Croce Tedesca d'oro furono 45; ad altri 7 fu concessa la Spilla d'Onore dell'Esercito e a 19 la Croce di Cavaliere della Croce di Ferro.

## Comandanti
| Nome                 | Grado           | Inizio            | Fine              | Note                                                     |
| Georg Gawantka       | Generalmajor    | 1º maggio 1939    | 14 luglio 1939    | caduto in combattimento                                  |
| Ferdinand Schaal     | Generalleutnant | 16 luglio 1939    | 4 settembre 1939  |                                                          |
| Horst Stumpff        | Generalmajor    | 5 settembre 1939  | 26 settembre 1939 |                                                          |
| Ferdinand Schaal     | Generalleutnant | 27 settembre 1939 | 2 agosto 1941     |                                                          |
| Wolfgang Fischer     | Generalmajor    | 2 agosto 1941     | 1º novembre 1942  |                                                          |
| Wolfgang Fischer     | Generalleutnant | 1º novembre 1942  | 1º febbraio 1943  | morto in un campo minato italiano nella linea del Mareth |
| Friedrich von Broich | Generalleutnant | 1º febbraio 1943  | 12 maggio 1943    |                                                          |

Dati tratti da: